# Ivan Vasziljevics Szmirnov
Ivan Vaszilijevics Szmirnov (orosz betűkkel: Иван Васильевич Смирнов; Vlagyimiri kormányzóság, 1895. január 30. – Mallorca,  1959. október 23.) orosz katona, zászlós, az Orosz Birodalom negyedik legeredményesebb vadászpilótája volt, 11 igazolt légi győzelmével.

## Élete
Az Orosz Birodalom Vlagyimiri kormányzóságában, egy Vlagyimir közeli faluban született.

### Az első világháborúban
Az első világháborúban Szmirnov hazája, az Orosz Birodalom oldalán harcolt a német és osztrák–magyar csapatok ellen a keleti-fronton. Először gyalogosként, majd 1916-tól pilótaként. Első győzelmét 1917 január 2-án szerezte meg a 19. hadtest pilótájaként, egy Aviatik C.I-es osztrák-magyar gépet győzve le. Következő győzelmére azonban még 1917. május 2-ig várni kellett. Győzelmeit sorra aratta Nieuport 10, Nieuport 17, majd SPAD VII-es repülőivel. Utolsó győzelmét 1917. november 26-án szerezte meg SPAD VII-es repülőgépével, Scalat közelében. Egész első világháborús szolgálata alatt a 19. hadtest pilótája maradt.

### Légi győzelmei a háború során
| Sorszám | Dátum                | Beosztási hely | Repülőgépe   | Ellenfél              |
| 1       | 1917. január 2.      | 19. hadtest    | Nieuport 10  | Aviatik C.I           |
| 2       | 1917. május 2.       | 19. hadtest    | MS I         | Albatros C            |
| 3       | 1917. augusztus 16.  | 19. hadtest    | Nieuport 17  | EA                    |
| 4       | 1917. augusztus 23.  | 19. hadtest    | Nierpourt 17 | Two-Seater            |
| 5       | 1917. szeptember 8.  | 19. hadtest    | MS I         | Two-Seater            |
| 6       | 1917. szeptember 25. | 19. hadtest    | SPAD XII     | Two-Seater            |
| 7       | 1917. október 24.    | 19. hadtest    | SPAD XII     | Scout                 |
| 8       | 1917. november 10.   | 19. hadtest    | SPAD XII     | Hansa-Brandenburg C.I |
| 9       | 1917. november 10.   | 19. hadtest    | SPAD XII     | Hansa-Brandenburg C.I |
| 10      | 1917. november 23.   | 19. hadtest    | SPAD XII     | Lloyd C.V             |
| 11      | 1917. november 26.   | 19. hadtest    | SPAD XII     | EA                    |

### A második világháborúban
A második világháború alatt felvette a holland állampolgárságot és Holland Kelet-Indiában teljesített szolgálatot a japánok ellen. Egy alkalommal DC–3 szállító gépével egy nagy értékű gyémántszállítmányt kellett szállítania. Azonban a támadó japán Zero gépek miatt miatt kénytelen volt kényszerleszállást végrehajtani szétlőtt repülőgépével, minek következtében a gyémántok kizuhantak a gépből és soha többé nem kerültek elő.

### Utolsó évei és halála
1959-ben a spanyol Mallorca szigetén, egy klinikán hunyt el.

## Lásd még
- Első világháború
- Második világháború
- Az Orosz Birodalom első világháborús ászpilótái